# Droga wojewódzka 714
Die Droga wojewódzka 714 (DW 714) ist eine 16 Kilometer lange Droga wojewódzka (Woiwodschaftsstraße) in der polnischen Woiwodschaft Łódź, die Rzgów mit Kurowice verbindet. Die Strecke liegt im Powiat Łódzki wschodni.

## Streckenverlauf
Woiwodschaft Łódź, Powiat Łódzki wschodni
-  Rzgów (Rzgow) (S 8, DK 1, DK 12, DK 71)
- Grodzisko
- Huta Wiskicka
- Tadzin
- Giemzówek
- Przypusta
- Wola Rakowa
- Brójce (Brojce)
-  Kurowice (DW 713)